# Karl Friedrich Reinhard von Gemmingen (1739–1822)

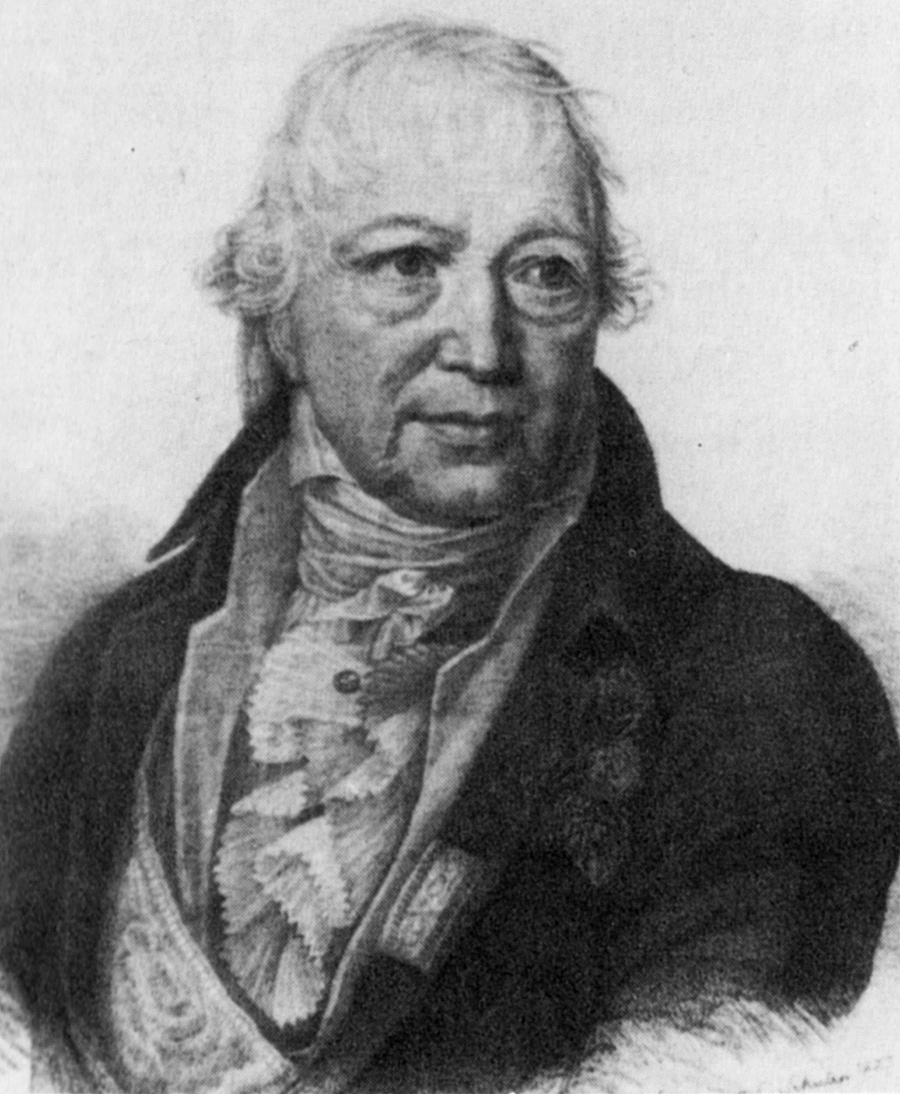
Karl Friedrich Reinhard von Gemmingen

Karl Friedrich Reinhard von Gemmingen-Guttenberg (* 21. Februar 1739 in Ansbach; † 3. Juni 1822 in Ansbach) war bis 1790 Minister am Hofe Karl Alexanders von Brandenburg-Ansbach, Ritterhauptmann des Ritterkantons Odenwald und letzter Generaldirektor der Reichsritterschaft.

## Leben

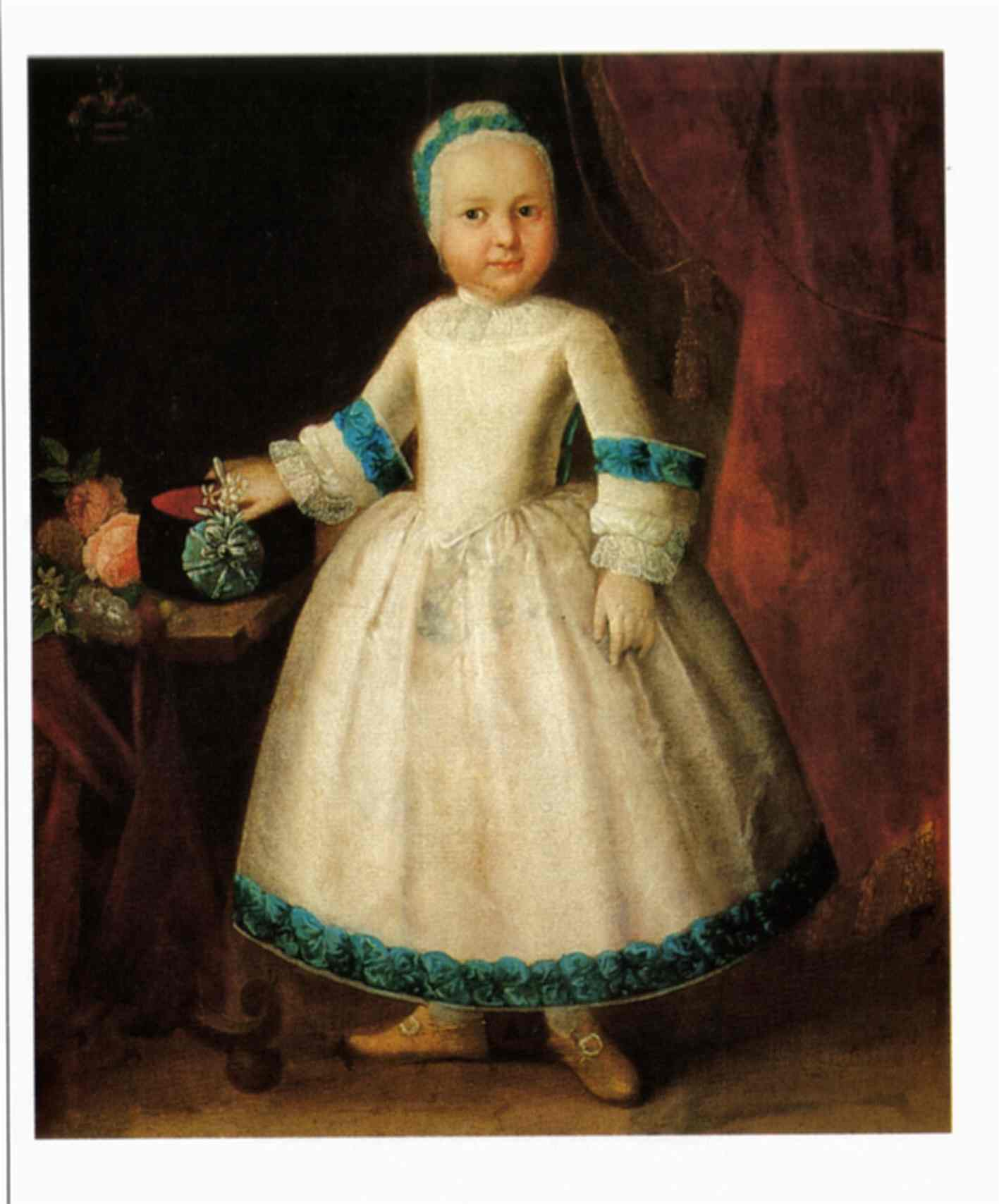
Kinderbildnis

Karl Friedrich Reinhard von Gemmingen war der Sohn des Friedrich Casimir von Gemmingen (1694–1744) aus dem Geschlecht der Herren von Gemmingen, der ein Dienstmann des Markgrafen von Ansbach war. Nach dem frühen Tod des Vaters zog die Mutter nach Heilbronn, wo er die Lateinschule besuchte. Sein Vormund war sein Onkel Reinhard von Gemmingen (1698–1773). 1754 wurde er Hofjunker beim Markgrafen Karl Wilhelm Friedrich von Ansbach. Er studierte von 1755 bis 1760 Rechtswissenschaft in Tübingen. Anschließend war er Assessor am Tübinger Appellationsgericht und danach am Reichskammergericht in Wetzlar. 
Der Ansbacher Markgraf Karl Alexander ernannte ihn 1761 zum Kammerjunker sowie zum Hofrat und Justizrat. In diesem Amt war er erneut am Reichskammergericht in Wetzlar tätig. 1765 berief ihn der Niedersächsische Reichskreis mit Billigung des Markgrafen als Assessor nach Wetzlar. 1767 erhielt er Sitz und Stimme im Kammer- und Landschaftskolleg zu Ansbach. Darin war er bald für alle Finanzfragen zuständig, wobei sich die Tätigkeit durch die Verwaltungsunion mit dem Fürstentum Bayreuth ab 1769 immens vermehrte. 1770 erhielt er einen Ministerposten und wurde zum Präsidenten des Justizrats ernannt, woraufhin er seine Tätigkeit beim Reichskammergericht aufgab und weitere ihm aufgetragene Ämter ablehnte. 1775 begleitete er den Markgrafen auf einer Reise nach Italien, bei der er schwer erkrankte und bei der sein Schwager, der Kammerherr von Reizenstein, verstarb. 1777 begleitete er den Markgrafen zur Übergabe von Truppen an England nach Holland, im Folgejahr war er im Gefolge des Markgrafen mehrere Monate in Paris. 1781 war er Gesandter des Markgrafen am Hof von Kaiser Joseph II. in Wien. 
1785 folgte er außerdem seinem Onkel Philipp (1702–1785) als Ritterhauptmann des Ritterkanton Odenwald, schließlich wurde er Generaldirektor der Reichsritterschaft. Aus markgräflichem Dienst trat er 1790 freiwillig zurück. Kaiser Leopold II. ernannte ihn zum Geheimrat. 1797 bis 1799 war er Abgeordneter der Ritterschaft beim Kongress in Rastatt. 1801 war er erneut am kaiserlichen Hof in Wien, um die Ritterschaft dem Schutz des Kaisers zu empfehlen. 1802/03 war er Deputierter der Reichsritterschaft bei der letzten außerordentlichen Reichsdeputation. Nach der Mediatisierung der Reichsritterschaft 1805/06 war er als Finanzgutachter in Diensten des Großherzogs Karl Friedrich badischer Staats- und Kabinettsminister. 1809 bat er um seine Entlassung und trat in den Ruhestand, den er teils in Ansbach, teils ins Bonfeld verlebte. Im Alter erhielt er zahlreiche Auszeichnungen, darunter 1815 das Großkreuz vom Zähringer Löwen und 1819 die Ernennung zum Reichsrat auf Lebenszeit. 1819 bot ihm Großherzog Ludwig I. die Präsidentschaft der I. Kammer der Badischen Ständeversammlung an, doch mochte Karl Friedrich Reinhard angesichts seines hohen Alters kein Amt mehr übernehmen. Er starb 1822 an einem überraschenden Schlaganfall und wurde in Ansbach beigesetzt.

## Besitz
Bereits als Kind fielen Karl Friedrich Reinhard die Anteile seines 1744 früh verstorbenen Vaters am Gemmingenschen Kondominat zu. Nach 1773 wurde der gemeinschaftlich mit anderen Teilhabern verwaltete Gemmingensche Besitz durch Los auf Karl Friedrich Reinhard, seinen Vetter Ludwig Eberhard (1750–1841) und seinen Onkel Philipp (1702–1785) aufgeteilt, wobei an Karl Friedrich Reinhard das Obere Schloss in Bonfeld mit allem Zugehör fiel. Er begründete mit dieser Teilung den Zweig Bonfeld Oberschloss, der bis 1940 bestand.

## Familie
Karl Friedrich Reinhard war verheiratet mit seiner Cousine Philippine Magdalena von Wöllwarth-Lauterburg (1750–1825). Er hatte elf Kinder, von denen ihn drei überlebten. Sohn Karl Philipp setzte den Zweig Bonfeld Oberschloss des 2. Astes (Bonfeld-Guttenberg) der II. Linie (Gemmingen, Guttenberg) der Freiherren von Gemmingen fort. 
Nachkommen:
- Karl Philipp von Gemmingen (1771–1831) ⚭ Sophie von Degenfeld (1767–1802), Eberhardine von Degenfeld (1777–1847)
- Henriette Philippine (* 1774) ⚭ N. von Schirnding, N. von Drechsel
- Charlotte (1777–1843) ⚭ Eberhard von Stetten
- Sebastiane (1785–1811) ⚭ Christoph Wilhelm Ferdinand von Degenfeld (1776–1831)